# Medaille für hervorragende Leistungen bei der sozialistischen Erziehung in der Pionierorganisation „Ernst Thälmann“

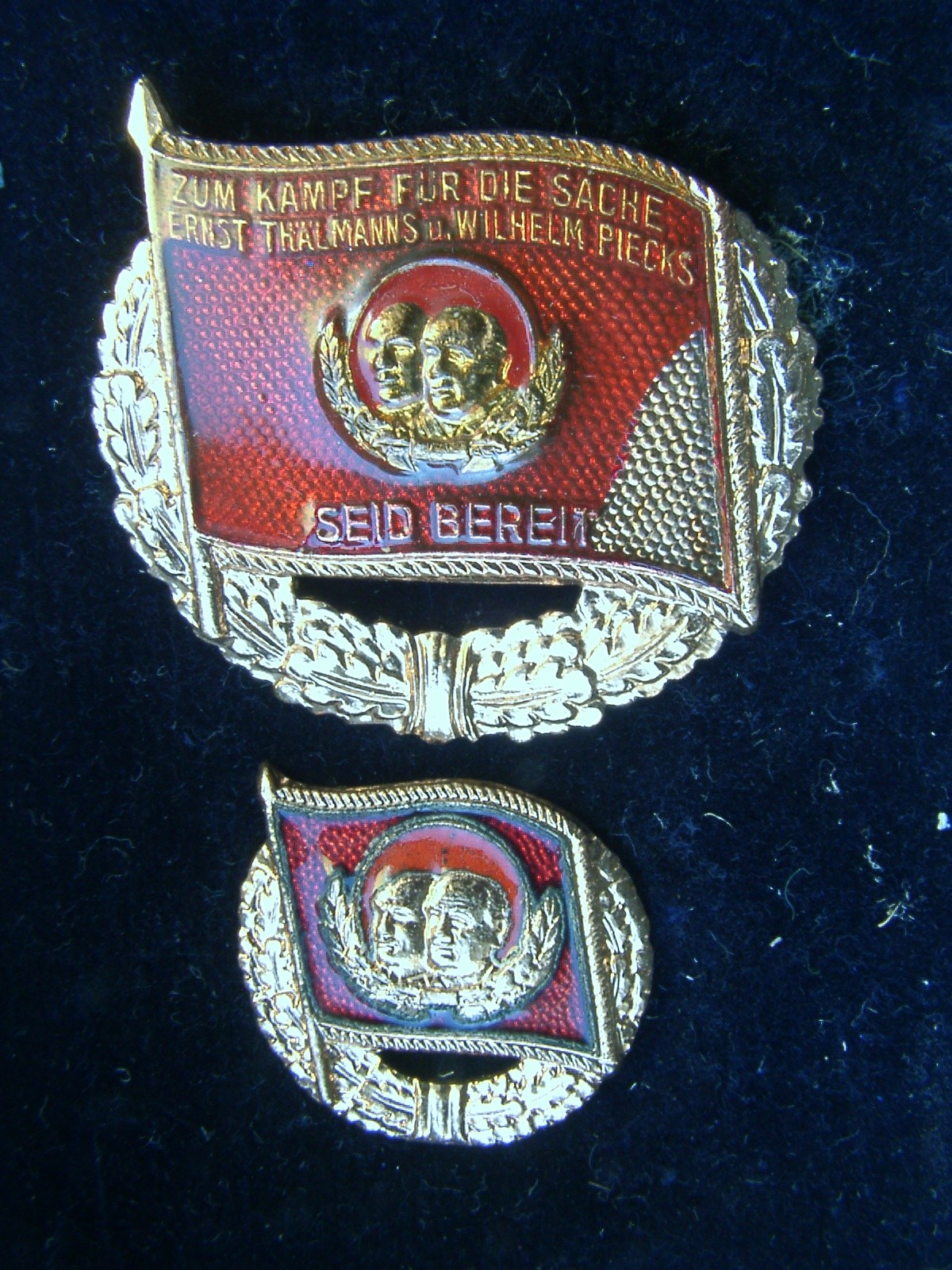

Die Medaille für hervorragende Leistungen bei der sozialistischen Erziehung in der Pionierorganisation „Ernst Thälmann“ war in der Deutschen Demokratischen Republik (DDR) eine nichtstaatliche Auszeichnung der Freien Deutschen Jugend (FDJ), welche 1961 zunächst in zwei Stufen, Gold und Silber und 1972 um eine dritte in Bronze erweitert, gestiftet wurde. 

## Aussehen
Die „Medaille“ hat die Form eines querliegenden ovalen Eichenlaubkranzes von 39 mm Breite, das in seiner Mitte eine überdimensionierte Arbeiterfahne zeigt, deren Spitze über den Rand des Abzeichens hinausragt. Mittig der Fahne sind die beiden Kopfporträts von Ernst Thälmann sowie von Wilhelm Pieck zu sehen, die auf einem kleinen Medaillon ruhen und an ihrer Unterseite von zwei gekreuzten Lorbeerzweigen eingefasst sind. Über ihren Köpfen ist in der Fahne die Aufschrift ZUM KAMPF FÜR DIE SACHE / ERNST THÄLMANNS U. WILHELM PIECKS zu lesen. Unter dem Medaillon steht die Parole SEID BEREIT. Zu allen Stufen gab es auch eine 22,5 mm breite Miniatur.